# Nórdica Libros
Nórdica Libros es una editorial española fundada en 2006 en Madrid con la pretensión de ser la editorial de referencia en España de las diferentes literaturas de los países nórdicos. Su director es Diego Moreno.
El primer libro publicado por la editorial fue la novela de Torgny Lindgren Betsabé. Fue la primera editorial en España en lanzar una aplicación de consulta de su catálogo y otros contenidos para iPad.
En 2011, el poeta sueco Tomas Tranströmer, publicado por Nórdica Libros, recibió el Premio Nobel de Literatura. En 2019, Peter Handke, con dos obras publicadas por Nórdica Libros, recibió el Premio Nobel de Literatura. En 2023, Jon Fosse recibió el Premio Nobel de Literatura. Nórdica ha coeditado con De Conatus la novela Mañana y tarde.

## Colecciones
Nórdica Libros está constituida por estas colecciones:
1. Letras Nórdicas, dedicada a la literatura nórdica;
2. Ilustrados, compuesta por grandes relatos ilustrados en ediciones cuidadas;[4]
3. Otras Latitudes, dedicada a la recuperación de textos fundamentales de la literatura universal, donde se editan obras que habían sido descatalogadas.[5]
4. Nórdica Infantil, dedicada a la literatura infantil y juvenil;
5. Nórdica cómic, dedicada al cómic y la novela gráfica;
6. Minilecturas, con relatos imprescindibles de la Literatura Universal;
7. Nórdica Teatro, en la que el teatro y el teatro en edición ilustrada son los protagonistas;

## Premios
- Premio Junceda, Mejor Libro Ilustrado para adultos, 2007.
- Finalista Premi Llibreter 2007 por El tercer policía.
- Premio Nacional a la Mejor Labor Editorial, 2008.
- Premio Jaime Salinas a las buenas prácticas editoriales, otorgado por Acett.
- Premio al Libro Mejor Editado 2017, categoría obras generales y de divulgación, por La selección natural.
- Tercer premio al Libro Mejor Editado 2017, categoría obras generales y de divulgación, por El libro de los libros.
- Tercer premio al Libro Mejor Editado 2017, categoría libros infantiles y juveniles, por Alicia a través del espejo.
- Tercer premio al Libro Mejor Editado 2018, categoría obras generales y de divulgación, por Atlas de literatura universal.
- Segundo premio al Libro Mejor Editado 2018, categoría obras generales y de divulgación, por El hombre del traje negro.
- Premio al Libro Mejor Editado 2018, categoría libros infantiles y juveniles, por Cuentos de la selva.
- Premio al Libro Mejor Editado 2019, categoría obras generales y de divulgación, por Preferiría ser amada.
- Premio al Libro Mejor Editado 2020, categoría obras generales y de divulgación, por Memoria de la nieve.
- Premio al Libro Mejor Editado 2021, categoría libros infantiles y juveniles, por Cómo se hace un museo.
- Premio al Libro Mejor Editado 2022, categoría obras generales y de divulgación, por Brassens.
- Premi Llibreter, 2021 por Otoño, de Ali Smith.
- Premio Fundación Cuatro Gatos 2023 por Tristrás.
- Premio Fundación Cuatro Gatos 2023 por Pepa Guindilla.
- Premio Kiriko Mejor novela juvenil 2022 Radio Popov y los niños olvidados.
- Premio Todos tus libros 2023 al Mejor proyecto editorial.
- Premio Libro del Año de las Librerías de Madrid 2023 a Miss Diciembre y el clan de Luna.